# Lampetra macrostoma
Lampetra macrostoma је вијун из реда Petromyzontiformes.

## Угроженост
Подаци о распрострањености ове врсте су недовољни.

## Распрострањење
Ареал врсте је ограничен на једну државу. 
Канада је једино познато природно станиште врсте.

## Станиште
Станиште врсте су слатководна подручја.